# Evolution Championship Series
A Evolution Championship Series, comumente conhecido como Evo, é uma competição anual de esporte eletrônico que se foca exclusivamente em jogos de luta. Os torneios são totalmente abertos e usam o formato de dupla eliminação. os participantes viajam do mundo inteiro para participar. A primeira Evolution foi um torneio de Super Street Fighter II Turbo e Street Fighter Alpha 2 chamado Battle by the Bay em Sunnyvale, Califórnia. Mudou o nome para Evo em 2002. Ao longo dos anos cada torneio tem visto crescer o numero de participantes. É realizado em vários locais em Las Vegas Valley desde 2005. A partir de 2021, o evento é de propriedade conjunta da Sony Interactive Entertainment e da RTS, um empreendimento de esportes eletrônicos da Endeavor.